# Egidio Arévalo Ríos
Egidio Raúl Arévalo Ríos (ur. 1 stycznia 1982 w Paysandú) – urugwajski piłkarz występujący na pozycji defensywnego pomocnika, zawodnik Sacachispas. Uczestnik mistrzostw świata 2010, 2014 oraz 2018.

## Życiorys

### Kariera klubowa
Arévalo Ríos pochodzi z miasta Paysandú i jest wychowankiem tamtejszego klubu Paysandú Bella Vista. Do seniorskiej drużyny został włączony w 1999 roku jako siedemnastolatek przez szkoleniowca Carlosa Mantę, kiedy to jego drużyna przystąpiła do rozgrywek pierwszej ligi jako absolutny beniaminek rozgrywek – dołączyła do urugwajskiej Primera División wskutek wygranej licytacji. Początkowo jego aktywność ograniczała się wyłącznie do treningów; podstawowym zawodnikiem Bella Vista został dopiero po przyjściu do zespołu szkoleniowca Elbio Pagano. Już jako nastolatek wywalczył sobie pewne miejsce w wyjściowym składzie, premierowego gola w najwyższej klasie rozgrywkowej zdobywając 19 września 2001 w wygranym 4:0 spotkaniu z Defensorem Sporting. Ogółem w barwach Bella Vista spędził trzy lata bez większych sukcesów.
Wiosną 2002 Arévalo Ríos przeniósł się do ekipy CA Bella Vista ze stołecznego Montevideo (został tym samym pierwszym graczem w profesjonalnej historii Paysandú Bella Vista wytransferowanym za pieniądze). Tam z miejsca został kluczowym zawodnikiem środka pola, jednak nie zdołał zanotować poważniejszych osiągnięć, przeważnie plasując się ze swoim zespołem w dolnej połowie tabeli. Na koniec sezonu 2004 spadł z Bella Vista do drugiej ligi, lecz mimo to pozostał w drużynie i pomógł jej już po roku powrócić na najwyższy szczebel. W lipcu 2006, będąc już czołowym pomocnikiem ligi urugwajskiej, został zawodnikiem krajowego giganta – stołecznego CA Peñarol, w którego barwach w sezonie 2006/2007 jako podstawowy gracz wywalczył wicemistrzostwo Urugwaju.
W lipcu 2007 Arévalo Ríos przeszedł do meksykańskiego klubu CF Monterrey, w którego barwach 5 sierpnia 2007 w przegranej 2:3 konfrontacji z Necaxą zadebiutował w meksykańskiej Primera División. Z miejsca wywalczył sobie niepodważalną pozycję w wyjściowym składzie, tworząc podstawowy tercet środkowych pomocników z Luisem Ernesto Pérezem i Walterem Ervitim. Pierwszą bramkę w lidze meksykańskiej strzelił 1 września 2007 w wygranym 2:1 meczu z Morelią, lecz w barwach Monterrey spędził zaledwie rok – mimo wielkiego poparcia ze strony kibiców decyzją zarządu został wystawiony na listę transferową. W sierpniu 2008 na zasadzie wypożyczenia powrócił do ojczyzny, do stołecznego czołowego zespołu Danubio FC, gdzie spędził pół roku, po czym został wypożyczony po raz kolejny – tym razem do meksykańskiego San Luis FC z miasta San Luis Potosí. Tam również występował przez sześć miesięcy, lecz niemal wyłącznie w roli rezerwowego.
Jesienią 2009 Arévalo Ríos pozostawał bez klubu; został odsunięty od składu Monterrey, nie mogąc znaleźć nowego pracodawcy. W styczniu 2010 udał się na wypożyczenie do swojego byłego zespołu – CA Peñarol, z którym w sezonie 2009/2010 zdobył pierwsze w karierze mistrzostwo Urugwaju, będąc podstawowym zawodnikiem w taktyce trenera Diego Aguirre. Ogółem barwy Peñarol reprezentował przez rok, po czym za sumę 1,9 miliona dolarów przeszedł do brazylijskiego Botafogo FR z Rio de Janeiro, z którym w 2011 roku zajął trzecie miejsce w lidze stanowej – Campeonato Carioca. W Campeonato Brasileiro Série A zadebiutował natomiast 22 maja 2011 w przegranym 0:1 pojedynku z SE Palmeiras, lecz już dwa miesiące później powrócił do Meksyku, gdzie za sumę czterech milionów dolarów zasilił absolutnego beniaminka tamtejszej ligi – Club Tijuana. Tam spędził rok jako kluczowy piłkarz, nie odnosząc jednak większych osiągnięć.
W lipcu 2012 Arévalo Ríos został piłkarzem włoskiego US Città di Palermo, który za jego transfer wyłożył sumę 2,8 miliona euro. W tamtejszej Serie A zadebiutował 26 sierpnia 2012 w przegranym 0:3 spotkaniu z SSC Napoli, zaś po raz pierwszy wpisał się na listę strzelców 15 września tego samego roku w zremisowanej 1:1 konfrontacji z Cagliari Calcio. Zawodnikiem Palermo pozostawał przez rok, przeważnie jako podstawowy gracz ekipy, z którą jednak na koniec sezonu 2012/2013 spadł do drugiej ligi. Bezpośrednio po tym udał się na wypożyczenie do amerykańskiego Chicago Fire, w Major League Soccer debiutując 17 sierpnia 2013 w przegranym 0:2 meczu z New England Revolution. Barwy Fire reprezentował bez poważniejszych sukcesów przez kolejne cztery miesiące.
Wiosną 2014 Arévalo Ríos zasilił meksykański Tigres UANL z miasta Monterrey, który jednak od razu zdecydował się wypożyczyć go do drużyny Monarcas Morelia. Tam występował w roli podstawowego pomocnika przez pół roku, zaś powrót do Tigres rozpoczął najbardziej obfity w sukcesy okres jego kariery klubowej. Jako kluczowy piłkarz drużyny prowadzonej przez Ricardo Ferrettiego, w 2014 roku zajął drugie miejsce w krajowym superpucharze – Supercopa MX, zaś w jesiennym sezonie Apertura 2014 zanotował tytuł wicemistrza kraju. W 2015 roku dotarł natomiast do finału najbardziej prestiżowych rozgrywek Ameryki Południowej – Copa Libertadores, jednak bezpośrednio po tym stracił pewne miejsce w składzie na rzecz Jesúsa Dueñasa i w sezonie Apertura 2015, już w roli rezerwowego, wywalczył z Tigres mistrzostwo Meksyku. W międzyczasie otrzymał meksykańskie obywatelstwo, w wyniku wieloletniego zamieszkiwania w tym kraju.
W styczniu 2016 Arévalo Ríos został wypożyczony do zespołu Atlas FC z siedzibą w Guadalajarze, gdzie jako podstawowy gracz występował przez pół roku, po czym przeniósł się do klubu Chiapas FC z miasta Tuxtla Gutiérrez.
Następnie występował w klubach: Tiburones Rojos de Veracruz, Racing Club de Avellaneda, Club Libertad i Club Centro Deportivo Municipal.
1 lipca 2019 podpisał kontrakt z meksykańskim klubem Correcaminos UAT.

### Kariera reprezentacyjna
W seniorskiej reprezentacji Urugwaju Arévalo Ríos zadebiutował za kadencji selekcjonera Óscara Tabáreza, 27 września 2006 w wygranym 1:0 meczu towarzyskim z Wenezuelą. Przez kolejne trzy lata notował jednak sporadyczne występy w narodowych barwach (między innymi jedno spotkanie w ramach eliminacjach do Mistrzostw Świata 2010) i dopiero później wywalczył sobie niepodważalną pozycję na środku pomocy w kadrze narodowej. W 2010 roku został powołany na Mistrzostwa Świata w RPA, podczas których rozegrał wszystkie siedem spotkań w pełnym wymiarze czasowym – w fazie grupowej z Francją (0:0), RPA (3:0) i Meksykiem (1:0), a następnie w 1/8 finału z Koreą Płd. (2:1), ćwierćfinale z Ghaną (1:1, 4:2 k), półfinale z Holandią (2:3) oraz meczu o trzecie miejsce z Niemcami (2:3). Urugwajczycy okazali się wówczas rewelacją rozgrywek – dotarli aż do półfinału, zajmując ostatecznie czwarte miejsce na mundialu. Sam Arévalo Ríos, mimo iż skoncentrowany wyłącznie na zadaniach destrukcyjnych, był wówczas chwalony za swoje występy jako waleczny rygiel formacji defensywnej.
W 2011 roku Arévalo Ríos znalazł się w składzie na rozgrywany w Argentynie turniej Copa América. Tam również pełnił rolę kluczowego piłkarza reprezentacji; stworzył tercet środkowych pomocników z Diego Perezem i Álvaro Gonzálezem i rozegrał wszystkie możliwe sześć meczów w wyjściowej jedenastce. Jego drużyna zdobyła natomiast tytuł mistrza Ameryki Południowej, pokonując w finale Paragwaj (3:0). Rok później jako jeden z trzech przekraczających limit wiekowy graczy – obok Luisa Suáreza i Edinsona Cavaniego – wziął udział w Igrzyskach Olimpijskich w Londynie. Pełniąc rolę kapitana ekipy, wystąpił wówczas we wszystkich trzech meczach od pierwszej do ostatniej minuty, jednak jego kadra, prowadzona przez Tabáreza, spisała się poniżej oczekiwań, notując zwycięstwo i dwie porażki, wobec czego odpadła z męskiego turnieju piłkarskiego już w fazie grupowej. W 2013 roku został powołany na Puchar Konfederacji, podczas którego rozegrał trzy z pięciu możliwych spotkań (wszystkie w pierwszej jedenastce), natomiast Urugwajczycy odpadli z rozgrywek w półfinale po porażce z gospodarzem i późniejszym triumfatorem – Brazylią (1:2) i zajęli ostatecznie czwarte miejsce.
W 2014 roku Arévalo Ríos został powołany przez Tabáreza na Mistrzostwa Świata w Brazylii (uprzednio był podstawowym piłkarzem kadry podczas eliminacji, notując podczas nich siedemnaście z osiemnastu gier). Podobnie jak przed czterema laty miał niepodważalną pozycję w wyjściowym składzie i wystąpił we wszystkich czterech meczach w pełnym wymiarze czasowym – w fazie grupowej z Kostaryką (1:3), Anglią (2:1) i Włochami (1:0) oraz w 1/8 finału z Kolumbią (0:2), po którym Urugwajczycy odpadli wówczas z mundialu. Rok później znalazł się w składzie na kolejny turniej Copa América 2015, tym razem rozgrywany na chilijskich boiskach, rozgrywając wszystkie cztery możliwe spotkania od pierwszej do ostatniej minuty. Jego zespół narodowy nie zdołał powtórzyć wielkiego sukcesu sprzed czterech lat i tym razem dotarł tylko do ćwierćfinału, w którym uległ późniejszemu triumfatorowi i zarazem gospodarzowi rozgrywek – Chile (0:1).
W 2016 roku Arévalo Ríos wziął udział w swoim trzecim już turnieju Copa América, będącym jubileuszową edycją tej imprezy i rozgrywanym na amerykańskich boiskach. Tam – niezmiennie jako kluczowy piłkarz – wystąpił we wszystkich trzech meczach w pełnym wymiarze czasowym, lecz Urugwajczycy odpadli z rozgrywek już w fazie grupowej.

## Statystyki

### Klubowe
Stan na 20 października 2019
| Sezon      | Klub                            | Kraj              | Rozgrywki                  | Mecze | Bramki |
| ---------- | ------------------------------- | ----------------- | -------------------------- | ----- | ------ |
| 1999       | Paysandú Bella Vista            | Urugwaj           | Primera División           | 8     | 0      |
| 2000       | Paysandú Bella Vista            | Urugwaj           | Primera División           | 18    | 0      |
| 2001       | Paysandú Bella Vista            | Urugwaj           | Primera División           | 35    | 2      |
| 2002       | CA Bella Vista                  | Urugwaj           | Primera División           | 31    | 3      |
| 2003       | CA Bella Vista                  | Urugwaj           | Primera División           | 33    | 0      |
| 2004       | CA Bella Vista                  | Urugwaj           | Primera División           | 26    | 2      |
| 2005       | CA Bella Vista                  | Urugwaj           | Segunda División           |       |        |
| 2005/2006  | CA Bella Vista                  | Urugwaj           | Primera División           | 16    | 1      |
| 2006/2007  | CA Bella Vista                  | Urugwaj           | Primera División           | 2     | 0      |
| 2006/2007  | CA Peñarol                      | Urugwaj           | Primera División           | 29    | 6      |
| 2007/2008  | CF Monterrey                    | Meksyk            | Liga MX                    | 36    | 3      |
| 2008/2009  | Danubio FC                      | Urugwaj           | Primera División           | 9     | 0      |
| 2008/2009  | San Luis FC                     | Meksyk            | Liga MX                    | 7     | 0      |
| 2009/2010  | CA Peñarol                      | Urugwaj           | Primera División           | 16    | 1      |
| 2010/2011  | CA Peñarol                      | Urugwaj           | Primera División           | 14    | 0      |
| 2011       | Botafogo FR                     | Brazylia          | Série A                    | 1     | 0      |
| 2011/2012  | Club Tijuana                    | Meksyk            | Liga MX                    | 33    | 3      |
| 2012/2013  | US Città di Palermo             | Włochy            | Serie A                    | 27    | 2      |
| 2013       | Chicago Fire                    | Stany Zjednoczone | Major League Soccer        | 9     | 0      |
| 2013/2014  | Monarcas Morelia                | Meksyk            | Liga MX                    | 13    | 1      |
| 2014/2015  | Tigres UANL                     | Meksyk            | Liga MX                    | 36    | 0      |
| 2015/2016  | Tigres UANL                     | Meksyk            | Liga MX                    | 12    | 1      |
| 2015/2016  | Atlas FC                        | Meksyk            | Liga MX                    | 17    | 0      |
| 2016/2017  | Chiapas FC                      | Meksyk            | Liga MX                    | 15    | 0      |
| 2016/2017  | Tiburones Rojos de Veracruz     | Meksyk            | Liga MX                    | 17    | 1      |
| 2017/2018  | Racing Club de Avellaneda       | Argentyna         | Primera División           | 7     | 0      |
| 2018       | Club Libertad                   | Paragwaj          | Primera división paraguaya | 16    | 0      |
| 2019       | Club Centro Deportivo Municipal | Peru              | Segunda División Peruana   | 11    | 1      |
| 2019/20120 | Correcaminos UAT                | Meksyk            | Ascenso MX                 | 8     | 0      |